# Blessing Eleke
Blessing Chibukie Eleke (Aba, 5 marzo 1996) è un calciatore nigeriano, attaccante del Partizani Tirana.

## Caratteristiche tecniche
È un centravanti.

## Carriera
Cresciuto nelle giovanili della Flying Sports Academy, nel 2014 è stato acquistato dal Gorica.
Ha esordito il 7 dicembre successivo in occasione del match di campionato vinto 2-0 contro il Krka.

## Statistiche

### Presenze e reti nei club
Statistiche aggiornate al 25 maggio 2019.
| Stagione               | Squadra                | Campionato             | Campionato | Campionato | Coppe nazionali | Coppe nazionali | Coppe nazionali | Coppe continentali | Coppe continentali | Coppe continentali | Altre coppe | Altre coppe | Altre coppe | Totale | Totale | Totale |
| Stagione               | Squadra                | Comp                   | Pres       | Reti       | Comp            | Pres            | Reti            | Comp               | Pres               | Reti               | Comp        | Pres        | Reti        | Pres   | Reti   |        |
| ---------------------- | ---------------------- | ---------------------- | ---------- | ---------- | --------------- | --------------- | --------------- | ------------------ | ------------------ | ------------------ | ----------- | ----------- | ----------- | ------ | ------ | ------ |
| 2014-2015              | Gorica                 | 1. SNL                 | 18+2       | 3+0        | CS              | 0               | 0               | -                  | -                  | -                  | -           | -           | -           | 20     | 3      |        |
| 2015-gen. 2016         | Gorica                 | 1. SNL                 | 19         | 12         | CS              | 1               | 0               | -                  | -                  | -                  | -           | -           | -           | 20     | 12     |        |
| Totale Gorica          | Totale Gorica          | Totale Gorica          | 37+2       | 15+0       |                 | 1               | 0               |                    | -                  | -                  |             | -           | -           | 40     | 15     |        |
| gen.-giu. 2016         | Olimpia Lubiana        | 1. SNL                 | 12         | 3          | CS              | 0               | 0               | -                  | -                  | -                  | -           | -           | -           | 12     | 3      |        |
| 2016-2017              | Olimpia Lubiana        | 1. SNL                 | 30         | 5          | CS              | 5               | 1               | UCL                | 2                  | 2                  | -           | -           | -           | 37     | 8      |        |
| ago. 2017              | Olimpia Lubiana        | 1. SNL                 | 3          | 2          | CS              | 0               | 0               | UEL                | 2                  | 0                  | -           | -           | -           | 5      | 2      |        |
| Totale Olimpia Lubiana | Totale Olimpia Lubiana | Totale Olimpia Lubiana | 45         | 10         |                 | 5               | 1               |                    | 4                  | 2                  |             | -           | -           | 54     | 13     |        |
| 2017-2018              | Ashdod                 | LhA                    | 27         | 4          | CI+CdL          | 4+0             | 2               | -                  | -                  | -                  | -           | -           | -           | 31     | 6      |        |
| 2018-2019              | Lucerna                | SL                     | 32         | 13         | CS              | 5               | 4               | UEL                | 2                  | 0                  | -           | -           | -           | 39     | 17     |        |
| Totale carriera        | Totale carriera        | Totale carriera        | 141+2      | 42+0       |                 | 15              | 7               |                    | 6                  | 2                  |             | -           | -           | 162    | 51     |        |

## Palmarès

### Competizioni nazionali
- Campionato sloveno: 1

Olimpia Lubiana: 2015-2016